# اللحوم (تبن)

تعديل مصدري - تعديل

اللحوم هي إحدى قرى عزلة الحوطة بمديرية تبن التابعة لمحافظة لحج، بلغ تعداد سكانها 39 نسمة حسب تعداد اليمن لعام 2004.